# Downieville-Lawson-Dumont
Downieville-Lawson-Dumont es un lugar designado por el censo ubicado en el condado de Clear Creek en el estado estadounidense de Colorado. En el Censo de 2010 tenía una población de 594 habitantes y una densidad poblacional de 287,04 personas por km².

## Geografía
Downieville-Lawson-Dumont se encuentra ubicado en las coordenadas 39°46′00″N 105°36′24″O / 39.76667, -105.60667. Según la Oficina del Censo de los Estados Unidos, Downieville-Lawson-Dumont tiene una superficie total de 2.07 km², de la cual 2.02 km² corresponden a tierra firme y (2.63%) 0.05 km² es agua.

## Demografía
Según el censo de 2010, había 594 personas residiendo en Downieville-Lawson-Dumont. La densidad de población era de 287,04 hab./km². De los 594 habitantes, Downieville-Lawson-Dumont estaba compuesto por el 93.77% blancos, el 0.84% eran afroamericanos, el 1.52% eran amerindios, el 0% eran asiáticos, el 0.17% eran isleños del Pacífico, el 1.85% eran de otras razas y el 1.85% pertenecían a dos o más razas. Del total de la población el 9.09% eran hispanos o latinos de cualquier raza.